# Psiloderces enigmatus
Espèce
Psiloderces enigmatus est une espèce d'araignées aranéomorphes de la famille des Psilodercidae.

## Distribution
Cette espèce est endémique du Sarawak en Malaisie,.

## Description
La carapace du mâle holotype mesure 0,7 mm de long sur 0,6 mm et la carapace de la femelle paratype mesure 0,7 mm de long sur 0,6 mm et l'abdomen 1,0 mm de long.

## Publication originale
- Deeleman-Reinhold, 1995 : The Ochyroceratidae of the Indo-Pacific region (Araneae). The Raffles Bulletin of Zoology Supplement, no 2, p. 1-103 (texte intégral).